# Ion Bunoaica
Ion Bunoaica (n. 22 iulie 1948, Slobozia Mândra, România – d. 1 septembrie 1995, Mogoșești, Iași, România) a fost un general român, care a îndeplinit funcția de comandant al Jandarmeriei Române (1990-1995).

## Biografie
Ion Bunoaica s-a născut la data de 22 iulie 1948, în satul Slobozia Mândra (județul Teleorman), într-o familie simplă, cu cinci copii. A absolvit Școala de Ofițeri "Nicolae Bălcescu" din Sibiu. Și-a început cariera în funcția de comandant de pluton la Făgăraș, devenind apoi comandant de companie în același oraș, comandant de batalion la Brașov, de brigadă la Timișoara.
În timpul Revoluției din decembrie 1989, lt.col. Ion Bunoaica a fost șeful Brigăzii Trupelor de Securitate de la Timișoara .
În perioada 1 mai 1990 – 1 septembrie 1995, generalul Bunoaica a îndeplinit funcția de comandant al Jandarmeriei Române. La data de 1 septembrie 1995, se întorcea de la un ceremonial dedicat Zilei Jandarmeriei Române, organizat la Iași, cu un elicopter aparținând Unității de Aviație a Ministerului de Interne, alături de generalul-maior Ion-Eugen Sandu (locțiitor al șefului Poliției Române) și colonelul Mihai Alexe (șef de serviciu în cadrul Comandamentului Trupelor de Jandarmi). 
Echipajul aeronavei era format din colonelul Aurel Florea (comandant), lt.colonel Alexandru Vasile (pilot secund) și locotenentul maistru militar Silviu Paraschiv. Elicopterul a decolat în jurul orei 13,41 de pe Aeroportul Iași, în condiții meteo deosebit de grele care însă se încadrau în baremul de zbor , îndreptându-se spre București. După aproximativ 19 minute de la decolare, aparatul de zbor a dispărut de pe ecranele radar. La momentul ajungerii pe raza comunei Mogoșești (județul Iași), la circa 20 km de locul decolării, din cauza condițiilor meteorologice nefavorabile (plafonul de nor și ceață combinate cu averse puternice de ploaie, au redus vizibilitatea la limita minimă de siguranță), elicopterul s-a izbit de crestele arborilor plantați pe versantul nord-vestic al Piscului lui Aron, luând contact violent cu solul. În urma impactului, aeronava a luat foc și toți ocupanții (pasagerii și membrii echipajului) și-au pierdut viața. Au fost înmormântați în Cimitirul Militar Ghencea.
A fost înaintat post-mortem la gradul de general-locotenent (cu 2 stele) la 4 septembrie 1995 , prin același decret în care au fost avansați gen.lt. (pm) Eugen Sandu, gen.mr. (pm) Mihai Alexe și gen.mr. (pm) Aurel Florea. Înaintea Revoluției din decembrie 1989, generalul Sandu a fost șef al Miliției în Reșița și Craiova.
Ca un omagiu memoriei sale, la data de 15 iunie 2005, Inspectoratul de Jandarmi Județean Teleorman a primit denumirea onorifică „General de brigadă Ion Bunoaica”, în memoria eroului jandarm, de origine teleormăneană. De asemenea, s-a ridicat la data de 1 septembrie 1996 un monument de marmură în memoria sa în localitatea Slobozia Mândra (județul Teleorman).
Generalul Bunoaica a fost căsătorit și a avut doi copii (un băiat și o fată).

## Lucrări publicate
- Jandarmeria română. Tradiții și perspective (Ed. Semne' 94, 1995), 194 p